# Vlachov
Vlachov (německy Wolledorf) je součástí obce Lukavice v okrese Šumperk.

## Historie
První písemná zmínka o obci pochází z roku 1318.

## Kulturní památky
V katastru obce jsou evidovány tyto kulturní památky:
- Sloup Nejsvětější Trojice - kamenická práce z roku 1853